# Fever (canção de Dua Lipa e Angèle)
"Fever" é uma canção da cantora inglesa-albanesa Dua Lipa e da cantora belga Angèle, presente na edição francesa do segundo álbum de estúdio da primeira, Future Nostalgia (2020). A música foi escrita pelas cantoras em colaboração com Caroline Ailin, Jacob Kasher Hindlin, Julia Michaels e o seu produtor, Ian Kirkpatrick. Originalmente, estava destinada a ser incluída na edição padrão do álbum, em uma versão solo de Lipa. A faixa foi lançada como single pela gravadora Warner Records nos formatos de download digital e streaming em 29 de outubro de 2020. É uma música de dance-pop, deep house e nu-disco com elementos de eurodance dos anos 2000 e uma produção disco-pop que apresenta batidas de afrobeat tingidas com synth-pop. Liricamente, a música usa uma metáfora, retratando uma paixão como uma doença, e aborda a excitação de estar com alguém ao ponto de quase febre, com as duas cantoras atuando como contrapontos uma à outra.
A sensualidade de "Fever" foi elogiada pelos críticos de música, assim como a mistura dos vocais de Lipa e Angèle. A música alcançou o topo das paradas Ultratop das regiões belgas de Flandres e Valônia, além de atingir o topo da parada de singles do Syndicat National de l'Édition Phonographique (SNEP), da França. Ela empatou com "Hello" de Adele como o single que permaneceu no número um pelo maior tempo na região de Valônia, da Bélgica. Além disso, alcançou as dez melhores colocações das paradas na Hungria, Romênia e Suíça, bem como atingiu o número 79 na UK Singles Chart e o número 69 no ranking global Billboard Global 200. A música recebeu uma certificação de triplo platina da Belgian Entertainment Association (BEA) e uma certificação de diamante do SNEP na Bélgica e na França, respectivamente.
O vídeo musical de "Fever" foi dirigido por We are from L.A. e filmado em Londres. Foi construído em torno de um conceito de que as mulheres precisam evitar perigos nas ruas ao estar em casa após um determinado horário, mas têm segurança quando estão com outras mulheres. O vídeo mostra Lipa e Angèle passando a noite explorando as ruas da cidade após uma saída em um clube. A imprensa elogiou o trabalho por ser uma fuga para os espectadores durante a pandemia de COVID-19. Lipa e Angèle promoveram a música com apresentações no concerto virtual Studio 2054, da inglesa, e no NRJ Music Awards de 2020. Remixes de Oklou, Feder, Myd e Vantage foram lançados para divulgação adicional.

## Antecedentes
"Fever" foi escrita por Dua Lipa, Angèle, Caroline Ailin, Ian Kirkpatrick, Jacob Kasher Hindlin e Julia Michaels, enquanto a produção foi exclusivamente conduzida por Kirkpatrick. Inicialmente, Lipa pretendia incluir uma versão solo da música em Future Nostalgia, mas considerou que sua batida tropical "ágil" não se adequava ao som do álbum. Ela decidiu guardar a música para um lançamento posterior. Após o lançamento de Future Nostalgia em março de 2020, Lipa decidiu entrar em contato com o empresário de Angèle por e-mail para enviar "Fever" a ela e organizar uma colaboração. Angèle ficou surpresa com o contato da inglesa, pois era uma grande fã de seu trabalho; ela respondeu dizendo que estava disposta a fazer a colaboração. Lipa descobriu Angèle depois que seu empresário mostrou a ela o videoclipe da música "Balance ton quoi" (2019), que ela adorou, enquanto que Angèle conheceu Lipa através da internet e seu single "New Rules" (2017). As duas também haviam trabalhado com o mesmo coreógrafo.
As cantoras já eram amigas nas redes sociais antes da colaboração e frequentemente trocavam vídeos de cachorros. Devido à pandemia de COVID-19, Lipa e Angèle não puderam se encontrar pessoalmente, mas trabalharam à distância enquanto Lipa estava nos Estados Unidos e Angèle estava entre a Bélgica e Paris. Elas se comunicaram por SMS para discutir ideias para a música, e Angèle também propôs mudanças, incluindo a incorporação de um teclado. Angèle trabalhou com Tristan Salvati e adicionou letras em francês, e até mesmo fez Lipa cantar no idioma. As artistas descreveram "Fever" como uma mistura de seus estilos. A música marca a primeira participação de Angèle em uma canção internacional. "Fever" foi gravada nos estúdios Zenseven em Los Angeles e Studio La Vague em Paris, com os vocais sendo gravados no TaP Studio em Londres. Josh Gudwin mixou a música nos estúdios Henson em Hollywood, enquanto Chris Gehringer a masterizou na Sterling Sound em Edgewater, New Jersey.

## Lançamento e divulgação

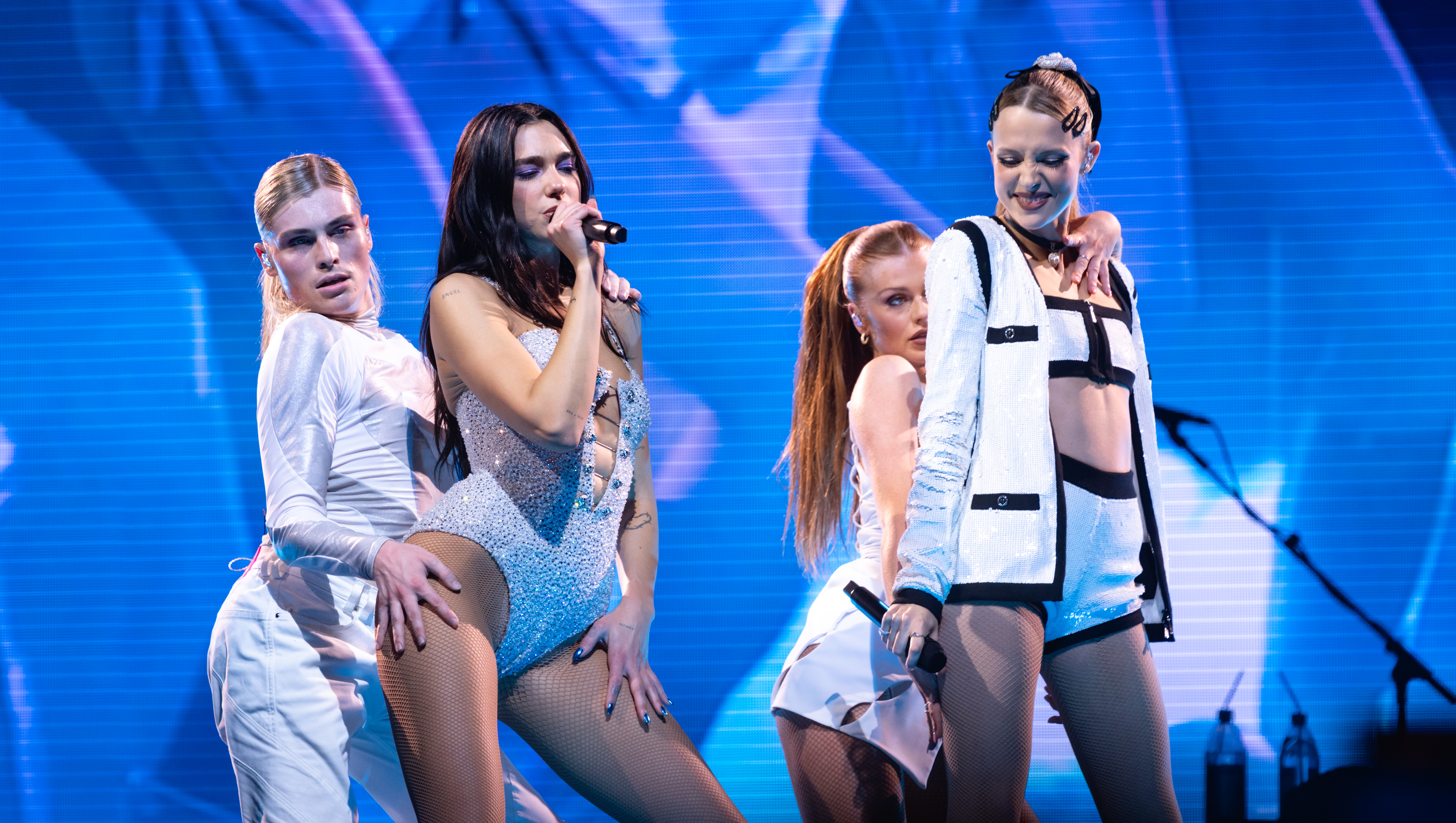
Lipa e Angèle cantam "Fever" durante apresentação da Future Nostalgia Tour em Londres, em maio de 2022

Rumores de uma colaboração entre Lipa e Angèle começaram em outubro de 2020, depois que as duas foram vistas filmando o vídeo da faixa em Londres. Elas começaram a apontar para o lançamento de uma colaboração por meio das redes sociais em 23 de outubro de 2020, trocando emojis de termômetro em postagens. Em 26 de outubro de 2020, Lipa anunciou formalmente que a colaboração se chamaria "Fever" e que seu lançamento estava agendado para quatro dias depois. A música foi lançada para download digital e streaming em 29 de outubro de 2020, como um single. Simultaneamente, foi adicionada à edição digital do disco Future Nostalgia. No dia seguinte, foi lançado um lyric video, no canal do YouTube de Lipa. A música foi incluída na edição física francesa do álbum, lançada em 20 de novembro de 2020.
Lipa e Angèle apresentaram "Fever" pela primeira vez no concerto virtual Studio 2054, realizado pela inglesa em 27 de novembro de 2020, como a décima-segunda faixa. Na apresentação, as artistas dançaram em volta de um boudoir rosa e dourado, usando peças que combinam da casa Versace. Em 5 de dezembro de 2020, as artistas apresentaram a música no NRJ Music Awards de 2020. Um remix da música feito por Oklou foi lançado em 18 de dezembro de 2020. Remixes de Feder, Myd e Vantage foram os próximos, em 8 de janeiro de 2021. A canção também foi incluída como a décima segunda faixa na reedição do álbum em 2021, Future Nostalgia: The Moonlight Edition, lançada em 11 de fevereiro. Angèle apresentou uma versão solo de "Fever" para a rádio RFM em setembro de 2021. A música foi incluída na turnê Future Nostalgia Tour, realizada por Lipa durante o ano de 2022. Angèle se juntou à inglesa na turnê para apresentar a canção em várias datas da digressão. Também esteve presente na setlist da Nonante-Cinq Tour, de Angèle, em 2022.

## Composição
|                                                    | "Fever" Demonstração de áudio do refrão de "Fever", uma faixa de dance-pop, deep house e nu-disco com uma batida de synth-pop. A produção usa melodias digitais e instrumentação arejada, enquanto a letra é sobre uma paixão tão intensa ao ponto de quase febre. |
| Problemas para escutar este arquivo? Veja a ajuda. | |

Musicalmente, "Fever" é uma música "sedutora" de dance-pop, deep house e nu-disco com elementos de eurodance dos anos 2000. A música é composta em compasso 4
4 e na tonalidade de Fá sustenido menor com um andamento de 115 batidas por minuto. Tem uma estrutura de estrofe, refrão, estrofe, refrão, ponte, refrão, interlúdio de oito compassos, ponte. As estrofes seguem uma progressão de acordes de Fá sustenido menor–Mi–Si menor, enquanto um acorde adicional de Ré é adicionado à sequência em todos os outros lugares. A música apresenta uma produção "sensual" de disco-pop, que inclui batidas de synth-pop com influência de afrobeat, melodias digitais e percussão dinâmica que contém palmas e um som de estalo. A música começa com sintetizadores tropicais, enquanto como um todo apresenta uma instrumentação arejada e melodias fora do comum.
Lipa e Angèle cantam em inglês e francês, com suas vozes variando de Fá sustenido 3 a Dó sustenido 5. Lipa começa a música usando vocais confiantes antes de estender sua voz para realizar um falsete "dramático" no refrão. Após uma queda em um ritmo de tropical house, Angèle "canta sussurando" o segundo verso usando um estilo vocal "ofegante" e cantando em francês. Angèle canta em pentâmetro iâmbico à medida que o ritmo acelera e as duas cantam juntas após o segundo verso. Liricamente, "Fever" trata de um desejo febril e inevitavelmente condenado, com as artistas usando a metáfora da paixão como doença. Elas cantam sobre a excitação de estar com alguém ao ponto de quase ter febre devido à paixão, sentindo-se quentes e agitadas. Lipa e Angèle agem como contrapontos uma à outra, onde Lipa é "forte, sedutora e brincalhona", usando vocais ousados, enquanto Angèle é "mais suave, suplicante, quase desanimada", usando vocais "arejados e sensíveis".

## Histórico de lançamento
| Região | Data                   | Formato(s)                 | Versão           | Gravadora | Ref.   |
| ------ | ---------------------- | -------------------------- | ---------------- | --------- | ------ |
| Várias | 29 de outubro de 2020  | Download digital streaming | Original         | Warner    | [ 49 ] |
| Várias | 18 de dezembro de 2020 | Download digital streaming | Remix de Oklou   | Warner    | [ 50 ] |
| Várias | 8 de janeiro de 2021   | Download digital streaming | Remix de Feder   | Warner    | [ 24 ] |
| Várias | 8 de janeiro de 2021   | Download digital streaming | Remix de Myd     | Warner    | [ 25 ] |
| Várias | 8 de janeiro de 2021   | Download digital streaming | Remix de Vantage | Warner    | [ 26 ] |